# Phare de Flåvær
Le phare de Flåvær (en norvégien : Flåvær fyr)  est un phare côtier de la commune de Herøy, dans le Comté de Møre og Romsdal (Norvège). Il est géré par l'administration côtière norvégienne (en norvégien : Kystverket).
Le phare est classé patrimoine culturel par le Riksantikvaren depuis 2017 .

## Histoire
Le phare se trouve sur l'île de Flåvær, dans le Herøyfjord (en). Le phare a été construit en 1870. Il est situé au sud-ouest de Fosnavåg. Il a été électrifié en 1952 et automatisé depuis 1979.

## Description
Le phare  est une tour carrée en bois à claire-voie  de 14 mètres de haut, avec une galerie et lanterne, adossée au pignon d'une maison de gardien. Le bâtiment est peint en blanc et la grande lanterne est rouge. Son Feu à occultations  émet, à une hauteur focale de 17 mètres, trois groupes éclat blanc, rouge et vert selon différents secteurs toutes les 10 secondes. Sa portée nominale est de 13.2 milles nautiques (environ 24 km).
Identifiant : ARLHS : NOR-085 ; NF-3125 - Amirauté : L0674 - NGA : 5800 .
|                      |
| Le phare (1890-1900) |

|          |
| Le phare |

### Lien connexe
- Liste des phares de Norvège